# Walter Butler
Plukovník Walter Butler (okolo roku 1600, Irsko – 25. prosince 1634) působil ve Valdštejnově vojsku v průběhu třicetileté války.

## Život
Pocházel ze staré irské rodiny. V roce 1631 při dobytí Frankfurtu nad Odrou byl zajat Švédy, po propuštění v roce 1632 vytvořil dragounský pluk z najatých Irů, připojil se u Stříbra k Albrechtovi z Valdštejna a pokračoval s ním do Chebu. Dne 25. února 1634 se podílel na zavraždění Valdštejna. Samotnou vraždu partyzánou provedl setník Walter Deveroux. Butler obdržel od císaře Ferdinanda II. jako odměnu panství Doksy s Bernštejnem a Deštnou, zlatý řetěz, hodnost komořího a povýšení do hraběcího stavu.